# Missing Man Formation
Missing Man Formation  était un groupe créé par le Claviériste Vince Welnick du  Grateful Dead avec Steve Kimock, Prairie Prince, Bobby Vega.
Leur premier et unique album, Missing Man Formation,  est sorti en 1998. 

## Le disque; Missing Man Formation

### La liste des morceaux
1. Golden Days
 	
2. Devil I Know

3. Fabiana 
	
4. Golden Stairs

5. Samba In The Rain ; paroles Robert Hunter; musique Vince Welnick

6. It's Alive 
		
7. True Blue

8. Smog Farm

9. War Pigs

### Les musiciens

#### Missing Man Formation
- Vince Welnick - claviers,chant
- Steve Kimock - guitare
- Prairie Prince - percussion
- Bobby Vega - basse

#### Autres musiciens
- Juan Cutler - percussion
- Scott Matthews - guitare
- Barbara Mauritz - chant
- Trey Sabatelli - chant
- Bobby Strickland - clarinette, saxophone, chant
- Robin Sylvester - guitare 12 cordes, chant